# Pożar Meireki

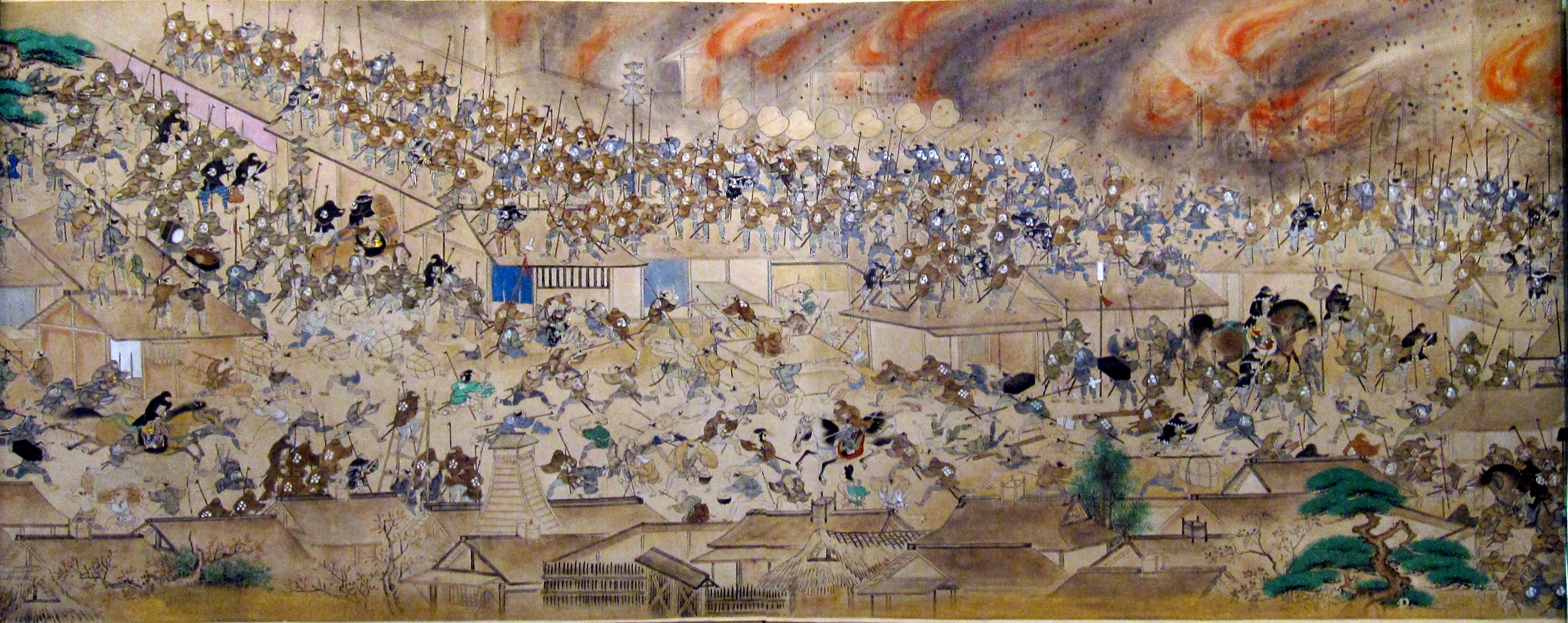
Kōshun Tashiro, Wielki pożar ery Meireki

Pożar Meireki (jap. 明暦の大火 Meireki no taika) – wielki pożar, który zniszczył 60-70% miasta Edo (dziś Tokio) 2 marca 1657 roku, trzecim roku ery Meireki (1655–1658). Pożoga trwała 3 dni i szacuje się, że zabiła 100 tysięcy ludzi. 

## Wielki pożar Edo

### Legenda
Według jednej z wersji, pożar został przypadkowo spowodowany przez mnicha, który kremował rzekomo przeklęte kimono. Było ono własnością trzech nastoletnich dziewcząt, które zmarły zanim były w stanie je nosić. Kiedy ubranie to zostało spalone, porywisty wiatr rozwiał płomienie, które zaprószyły ogień w drewnianej świątyni.

### Przebieg wydarzeń
Pożar rozpoczął się w dzielnicy Hongō i szybko rozprzestrzeniał się po mieście z powodu silnego wiatru, który wiał z północnego zachodu. Edo, podobnie jak większość japońskich miast i miasteczek w tym czasie, było zbudowane z papieru i drewna. Budynki były szczególnie suche z powodu suszy z poprzedniego roku, a drogi i inne otwarte przestrzenie między budynkami były małe i wąskie, co pozwalało pożarowi szybko się rozprzestrzeniać i rosnąć (wiele miast w Europie i Wschodniej Azji miało podobne problemy w tym czasie). Edo posiadało straż pożarną, ale utworzono ją dopiero 21 lat wcześniej i nie była wystarczająco duża i doświadczona, aby powstrzymać ogień. 
Drugiego wieczoru wiatr zmienił się i ogień zaczął przemieszczać się z południowych obrzeży miasta w kierunku centrum. Domy przylegające do siedziby sioguna w dzielnicy Kōjimachi zostały zniszczone, podobnie jak większa część zamku Edo. Trzeciego dnia wiatr ucichł i ogień przestał się rozprzestrzeniać, lecz gęsty dym jeszcze przez kilka dni uniemożliwiał usunięcie ciał i zniszczeń oraz rozpoczęcie odbudowy.

### Następstwa
Sześć dni po wybuchu pożaru, mnisi i inni ludzie zaczęli przenosić ciała ofiar nad rzekę Sumidę do Honjo, po jej wschodniej stronie. Tam wykopano groby i pochowano ciała. Na miejscu powstała Ekō-in (świątynia modlitwy za spokój zmarłych).
Odbudowa trwała dwa lata, ponieważ siogunat zyskał okazję do zreorganizowania miasta zgodnie z różnymi względami praktycznymi. Pod kierownictwem wysokiej rangi urzędnika (rōjū) Nobutsuny Matsudaira (1596–1662) ulice były poszerzane, a niektóre obszary Edo całkowicie przebudowane i zreorganizowane. Zwrócono szczególną uwagę na odbudowę ośrodka handlowego w mieście. Uczniowie i przywódcy samurajów otrzymali pieniądze od rządu na odbudowę domów, a remont zamku sioguna pozostawiono na koniec. Zamek również został przebudowany, zwiększono przestrzenie między budynkami, domy służby przesunięto dalej od zamku, a nad brzeg rzeki przeniesiono świątynie i kaplice.
Pożar Meireki był jedną z największych katastrof w historii Japonii, śmierć i zniszczenie spowodowane pożogą były prawie takie same, jak po trzęsieniu ziemi w 1923 roku oraz  po bombardowaniu z czasów II wojny światowej. Każde z tych wydarzeń spowodowało śmierć ponad 100 tysięcy ludzi i zniszczenie większości miasta.